# Буранчи (Оренбургская область)
Буранчи — село в Беляевском районе Оренбургской области в составе Крючковского сельсовета.

## География
Находится на расстоянии примерно 26 км по прямой на северо-запад от районного центра села Беляевка.

## Климат
Климат континентальный с холодной часто малоснежной зимой и жарким, сухим летом. Средняя зимняя температура −15,8 °C; Средняя летняя температура +21,2 °C. Абсолютный минимум температур −44 °C. Абсолютный максимум температур +42 °C. Среднегодовое количество осадков составляет 320 мм в год.

## История
Казахский аул Буранчи считается одним из самых старых казахских аулов. Назван в честь старшины сотника 11-й дистанции Средней части Младшего жуза бия рода Тама Буранча Истемесова. Аул упоминается с 1895—1898 годов. В 1929 году в ауле Буранчи был организован колхоз «Красное знамя», который просуществовал до 1957 года, когда он был реорганизован в одно из отделений совхоза имени Ленина.

## Население
Постоянное население составляло 496 человек в 2002 году (казахи 87 %), 411 человек в 2010 году.